# Georges Franju
Georges Franju (Fougères, 12 d'abril de 1912 - París, 5 de novembre de 1987) va ser un cineasta francès.
Franju va ser un dels fundadors de la Cinémathèque française. La seva primera pel·lícula és de 1949, un documental curt anomenat Le sang des bêtes (La sang de les bèsties). Rodada en un escorxador parisenc, va demostrar l'habilitat de Franju per combinar poesia i grafisme, així com per encaixar el misteri i la crueltat dins d'un marc realista. És més coneguda la seva pel·lícula de terror Les yeux sans visage (Els ulls sense rostre, 1960), de la qual Pauline Kael va dir que era «potser la pel·lícula de terror més elegant que s'hagi fet mai», amb Pierre Brasseur, Edith Scob i Alida Valli. En 1965 Franju va ser utilitzat, sense saber-ho, pels serveis secrets del Marroc per parar una trampa a l'opositor Mehdi Ben Barka: un fals productor, Georges Figon, li va proposar de realitzar un documental sobre la descolonització amb l'assessorament de Ben Barka. El líder marroquí va ser segrestat i va desaparèixer quan acudia a una cita amb Franju i Figon en una cerveseria de París.

## Filmografia

### Curtmetratges
- 1935: Le métro (con Henri Langlois)
- 1949: Le sang des bêtes
- 1950: En passant par la Lorraine
- 1951: Hôtel des invalides
- 1952: Le grand Méliès
- 1952: Monsieur et madame Curie
- 1954: Poussières
- 1954: Navigation marchande
- 1955: À propos d'une rivière / Le saumon atlantique
- 1955: Mon chien
- 1956: Le Théâtre national populaire
- 1956: Sur le pont d'Avignon
- 1957: Notre-Dame, cathédrale de Paris
- 1958: La première nuit

### Llargmetratges
- 1958: La Tête contre les murs
- 1959: Les yeux sans visage
- 1961: Pleins feux sur l'assassin
- 1962: Thérèse Desqueyroux
- 1963: Judex
- 1965: Thomas l'imposteur
- 1970: La falta de mossèn Mouret (La faute de l'abbé Mouret)
- 1974: Nuits rouges